# Canon EOS 450D
Canon EOS 450D (EOS Rebel XSi в Північній Америці та EOS Kiss X2 в Японії) — цифровий дзеркальний фотоапарат початкового рівня серії EOS компанії Canon. Орієнтований на непрофесійних фотографів, вперше анонсований 23 січня 2008 року. Позиціюється виробником як розвиток популярної бюджетної камери Canon EOS 400D. Наступна модель цього рівня — Canon EOS 500D.

## Особливості порівняно з іншими моделями
Основними особливостями фотокамери в порівнянні з попередньою моделлю Canon EOS 400D та іншими стали:
- новий сенсор зображення с роздільною здатністю 12.2 мегапікселів;
- перехід з карт пам’яті Compact Flash на Secure Digital;
- процесор обробки зображень DIGIC III;
- функція LiveView, яка дозволяє «цілитися» по екрану камери;
- можливість автофокусування в режимі LiveView по основному датчику фокусування (з підйом дзеркала) і по контрастності зображення (як в компактних камерах);
- покращений, більший(збільшення 0,87×)[1] видошукач, з відображенням вибраної чутливості;
- доданий режим точкового заміру експозиції (4 % площі кадру в центрі);
- 3" LCD-дисплей;
- новий, більш енергомісткіший акумулятор;
- кітовий об’єктив ef-s 18-55 IS F/3,5-5,6 має систему стабілізації зображення та оптично покращений[2] ;
- 14-бітный АЦП;
- ручка збільшена по висоті;
- зміни розташування кнопок на задній панелі, а також виділена кнопка управління чутливістю;
- швидкість серійної зйомки зросла до 3,5 к/с, але буфер при зйомці в формат raw зменшений до 6 кадрів.
- додана можливість серійної зйомки по таймеру
- система покращення знімків Highlight Tone Priority і Auto Lighting Optimizer
- можливість внесення даних для верифікації знімків — у файл фотографії додаються спеціальні дані, за якими в подальшому можна визначити чи робились зміни в зображення
- зміни в інтерфейсі меню